# William Marsh

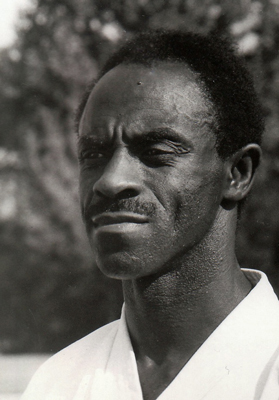
William Marsh (1991)

William „Bill“ Marsh (* 1944 in Jena, Louisiana, Vereinigte Staaten; † 14. Juni 2022) war ein international tätiger amerikanischer Großmeister der Kampfkunst und Träger des 9. Dan des Shorinji ryu Karate. Bis 2008 lernte er Karate, Kobudo und Tai Chi Chuan bei Richard Lee, 9. Dan. Außerdem war er als Musiker tätig.

## Leben
1966 war er als Soldat in Deutschland stationiert. Per Zufall lernte er dort die Band The Black Cats kennen, deren Sänger er 1967 wurde. Die Band erhielt einen Plattenvertrag bei EMI Electrola und produzierte die LP Soul & Inspiration. Sie spielte im Vorprogramm von den Beach Boys, Wilson Pickett, Aretha Franklin, Alexis Korner, Spencer Davis und den Hollies. Im März 1970 löste sich die Band auf, feierte aber 1984 ein Comeback. Der endgültig letzte Auftritt der Black Cats fand 2004 statt. Die Popularität von Marsh als Sänger führte dazu, dass er seinerzeit nicht in den Vietnamkrieg ziehen musste: Der Trierer Bürgermeister Paul Kreutzer intervenierte beim Oberkommandierenden der US-Truppen in Deutschland, weil Marsh als „Symbol der Völkerfreundschaft“ unverzichtbar sei.
Marsh war mit einer Deutschen verheiratet. Sein 1970 geborener Sohn James Marsh ist ein bekannter Basketballspieler.

## Kampfkunst
- 1961 Beginnt er in St. Louis, Missouri das Karate-Training bei Robert Yarnall.
- 1963 1. Dan  Shorin Ryu Karate.
- 1968 Marsh zieht nach Deutschland.
- 1970 2. Dan Shorin Ryu Karate.
- 1977 Marsh wird Schüler von Richard Lee und Mitglied des Butokukai International.
- 1978 3. Dan Shorinji Ryu Karate, Butokukai International.
- 1982 Marsh verlässt den Butokukai International und wird Mitglied des Shorinji Ryu International von Richard Lee.
- 1985 4. Dan Shorinji Ryu Karate, Shorinji Ryu International.
- 1989 5. Dan Shorinji Ryu Karate, Shorinji Ryu International.
- 1993 6. Dan Shorinji Ryu Karate, Shorinji Ryu International.
- 1997 7. Dan Shorinji Ryu Karate, Shorinji Ryu International.
- 2001 8. Dan Shorinji Ryu Karate, Shorinji Ryu International.
- 2008 Marsh verlässt seinen Lehrer Richard Lee und Shorinji Ryu International | Marsh gründet seinen eigenen nationalen Verband Shorinji Budo Union Deutschland e. V.
- 2012 Ernennung zum Shihan der Shorinji Budo Union Deutschland e. V.
- 2018 9. Dan Hanshi, Shorinji Budo Union Deutschland e. V.

## Vereinsgründungen
- 1973 Gründung des Shorin Karate Club e. V., in Trier.
- 1995 Der Shorin Karate Club e. V. wird aufgelöst.
- 1995 Gründung des Shorinji Budokan e. V., in Trier.[4]
- 2008 Gründung der Shorinji Budo Union Deutschland e. V.[5]

## Renommierte ehemalige Schüler
- Joachim Laupp, Hanshi, 9. Dan, Okinawa Shorinryu Shidokan Karatedo
- Stephan Peitz, Kyoshi, 7. Dan, Shorinji Ryu Karate Do, Okinawa Kobudo, Tai Chi
- Josef Blum, Kyoshi, 7. Dan, Kobayashi Ryu Karate Do u. Okinawa Kobudo